# Tom Landry
Thomas Wade Landry (Mission, 11 settembre 1924 – Dallas, 12 febbraio 2000) fu un giocatore e allenatore statunitense di football americano.
È diventato celebre per i successi ottenuti come allenatore dei Dallas Cowboys. È considerato uno degli allenatori più importanti e innovativi nella storia della NFL, avendo introdotto molte nuove formazioni e metodi di gioco. Landry ha vinto due Super Bowl (VI e XII). È stato eletto miglior allenatore della NFL nel 1966 e miglior allenatore della NFC nel 1975.

## Biografia
Landry sposò Alicia Wiggs il 28 gennaio 1949, con cui ebbe un figlio e due figlie. Era cristiano.

## Carriera
Landry giocò nel ruolo di cornerback nei New York Yankees della All-America Football Conference e nei New York Giants della National Football League. La sua prima esperienza come assistente allenatore fu con gli stessi Giants, di cui divenne il coordinatore difensivo della squadra che vinse il campionato NFL nel 1956. In seguito fu il primo allenatore della storia dei Dallas Cowboys, un ruolo che mantenne per 29 anni. Nel corso della sua carriera creò molte nuove formazioni e metosi, come la ora popolare difesa 4-3 e la "flex defense", un sistema reso famoso dalla cosiddetta "Doomsday Defense" che costruì durante i suoi anni con il club. Le sue 29 stagioni consecutive con la stessa squadra sono un record NFL, così come le sue 20 stagioni consecutive con più vittorie che sconfitte, considerate il suo traguardo più importante.
Oltre alle 20 stagioni consecutive con un record positivo tra il 1966 e il 1985, Landry vinse due Super Bowl, cinque titoli della NFC, e 13 titoli di division. Con un bilancio di 270–178–6 è al quarto posto di tutti i tempi per numero di vittorie e le sue 20 vittorie nei playoff sono il secondo massimo di tutti i tempi per un allenatore nella NFL.
Dal 1966 al 1982, in un arco di 17 stagioni, Dallas disputò 12 finali di campionato NFL o di conference. Inoltre Dallas apparve in dieci finali della NFL in un periodo di 13 anni dal 1970 al 1982. Guidò i Cowboys a tre apparizioni al Super Bowl tra il 1975 e il 1978 e a cinque in nove anni dal 1970 al 1978, venendo trasmesso in televisione più di qualsiasi altra squadra della NFL, portando i Cowboys ad essere soprannominati "America's Team", un titolo poco apprezzato da Landry perché sentiva che portava una motivazione addizionale alle squadre che competevano contro la sua. Fu introdotto nella Pro Football Hall of Fame nel 1990.
Mentre allenava, Landry indossava sempre giacca e cravatta, con il suo caratteristico cappello fedora.

## Palmarès

### Giocatore
- Convocazioni al Pro Bowl: 1

1954
- First-team All-Pro: 1

1954

### Assistente allenatore
- Campionati NFL : 1

New York Giants: 1956

### Allenatore
- Super Bowl : 2

Dallas Cowboys: VI, XII
- Allenatore dell'anno: 1

1966
- Pro Football Hall of Fame (classe del 1990)